# Херо Аттена
Херо Аттена (нем. Hero Attena; около 1330 — 1410) — восточнофризский хофтлинг (вождь) Дорнума и Нессе в Нордерланде в XIV веке.

## Биография
Херо Аттена исторически считается предком вождей Дорнума из рода Аттена. По словам историка Альмута Саломона, это несостоятельно, поскольку в источниках XIV-XV веков нет никаких указаний на то, что хофтлинги Дорнума когда-либо называли себя Аттена. Херо был владельцем замка Вестербург в Дорнуме, из которого осуществлялось управление Дорнумом. Нордербург также находился в его владении, но изначально имел других владельцев. Неясно, перешёл ли он к Херо или к одному из его предков в результате брака. То же самое относится и к замку в Нессе, который, возможно, уже принадлежал Херо. Также возможно, что он принадлежал том Брокам и перешёл во владение семьи после свадьбы их дочери Окки и сына Херо Лютета.
В 1358 году Херо как представитель своего округа в Харлингерланде подписал договор своей земельной общины с ганзейским городом Бременом. Херо также был одним из тех многих восточнофризских хофтлингов, кто 25 мая 1400 года подписал договор с ганзейскими городами. Около 1400 года он и ещё один Херо (вероятно, его внук) участвовали на стороне том Броков в битвах между восточнофризскими хофтлингами и городом Гамбургом.

## Семья
Имя жены Херо неизвестно. Возможно, её звали Этта из клана Кирксена. У пары было как минимум трое сыновей: Энно, Лютет и Эгер. Из них Вестербург унаследовал его сын Эгер, который, вероятно, был женат на Идзе Идзинга (самый влиятельный клан Нордерланда). Нордербург стал собственностью Лютета, мужа Окки том Брок.

## Смерть
Сын Херо Лютет неоднократно жаловался Фёлке Кампана на неверность своей жены Окки. Говорят, что Фёлке посоветовала ему убить её. Когда Лютет поймал Окку на прелюбодеянии, он убил её. Это, в свою очередь, взбесило Фёлке, которая хотела схватить Лютета. Лютет бежал в замок Нордербург своего отца Херо, который Фёлке осадила и, наконец, захватила. По её приказу Лютета и его отца казнили во дворе замка.